# Болория северная
Болория северная, перламутровка болотная, или болория вересковая (лат. Boloria aquilonaris) — вид бабочек из семейства нимфалид. Вид стенотопный, связан, преимущественно, с верховыми и переходными болотами.

## Распространение
Северный вид. Распространена болория северная в Северной, Центральной, и Восточной Европе, на Урале, в Западной Сибири, Центральном Алтае, Северном Казахстане.
Южная граница глобального ареала проходит по Северным Карпатам, Югу Беларуси, Ивановской, Московской, Калужской, Тульской областям России и Южному Уралу. На север вид распространён вплоть до побережья Сверного Ледовитого океана. На Украине вид очень локально обитает в Западном Полесье. Известны старые находки на Прикарпатье и в верховье бассейна реки Прут в Карпатах. Данные о находках вида с части Западной и Северной Украины устарели и требуют современного подтверждения. До 1930 года был известен из окрестностей села Микуличин и села Татаров в Ивано-Франковской обл. После 2000 года были найдены две популяции в Закарпатской области: село Негровец Межгорского района и окрестности села Чёрная Тиса Раховского района. Исчез на Расточье и Малом Полесье.
Локальный вид. На севере ареала вид населяет ерниковые тундры, кустарничковые тундры, заболоченные участки на территоории лиственничных редколесьев. На побережью Баренцева моря на Кольском полуострове распространён на заболоченных ерниково-пушициевых тундрах в понижениях между сопок. В лесной зоне населяется олиготрофные и мезотрофные (верховые и переходные) болота, торфяники, сосняки болотные. В средней полосе вид населяет торфяники, верховые болота, сосняки багульниковые, заболоченные берега лесных озёр, переходные болота, примыкающие к верховым. На самом юге ареала — сфагновые болота в дубово-липовых лесах.

## Описание
Длина переднего крыла 17 — 22 мм. Размах крыльев 34—40 мм. Общий фон крыла оранжевый с чётким чёрным узором.

## Биология
За год развивается одно поколение. У северных популяций отмечено двугодичное развитие (каждая бабочка развивается два года). Время лёта бабочет отмечается с середины июня до конца июля. Быстро и низко летают над землей и садятся на растения. Они обычно держатся на открытых участках в местах обитания, их ктивность прекращается даже при кратковременной облачности. Имаго практически не питаются на цветущих растениях. Могут питаться нектаром таких растений, как сабельник болотный (Potentilla palustris) и бодяк болотный (Cirsium palustre). Стадия яйца длится 6-13 дней. Зимует молодая гусеница. Закончив своё развитие гусеница окукливается в каком-либо укрытии. Стадия куколки длится около 21 дня.
Гусеница питается растениями рода вакциниум (Vaccinium), клюквой мелкоплодной (Oxycoccus microcarpus), а в Европе ещё и болотной, или четырехлепестной, клюквой (Oxycoccus palustris).

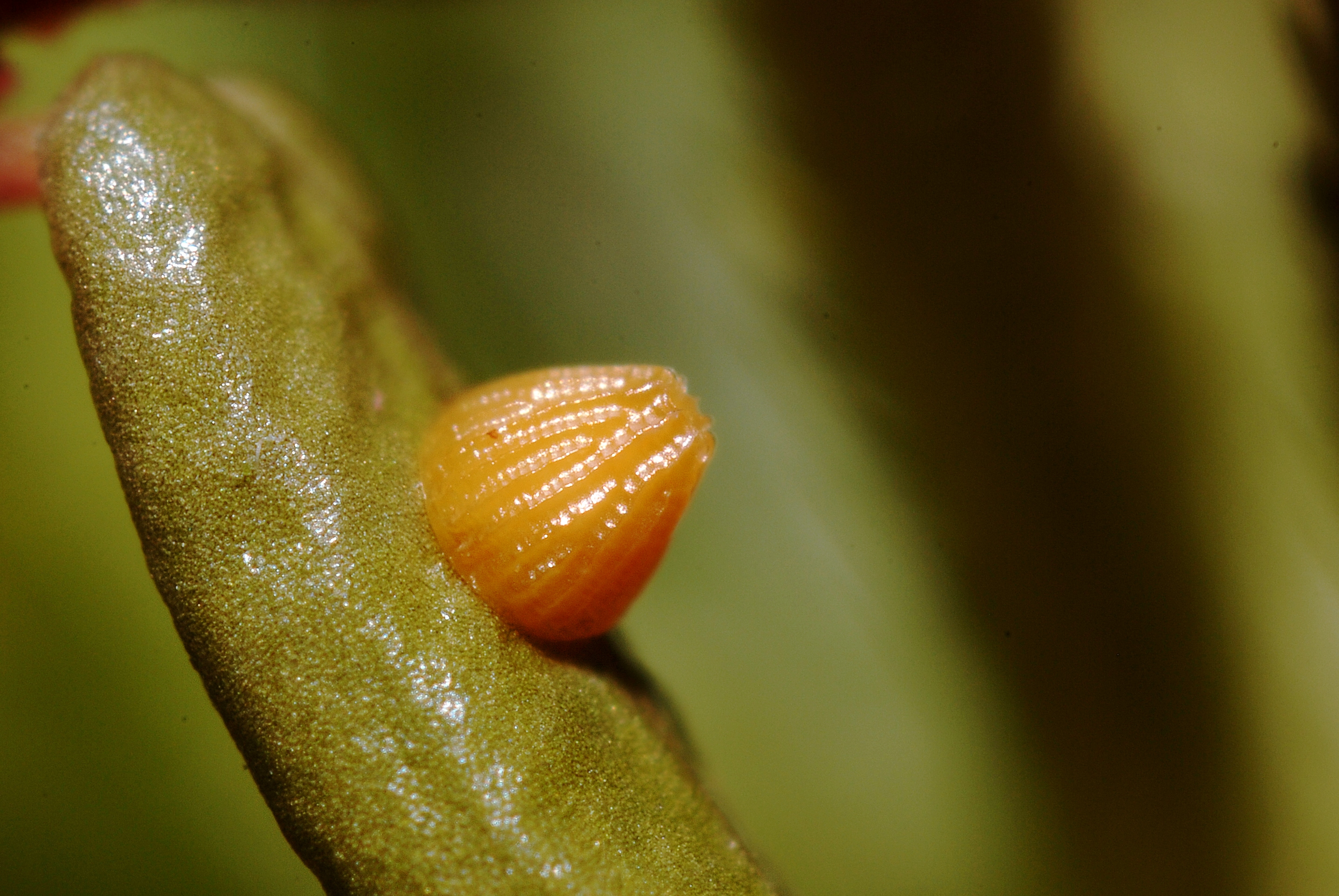
Яйцо
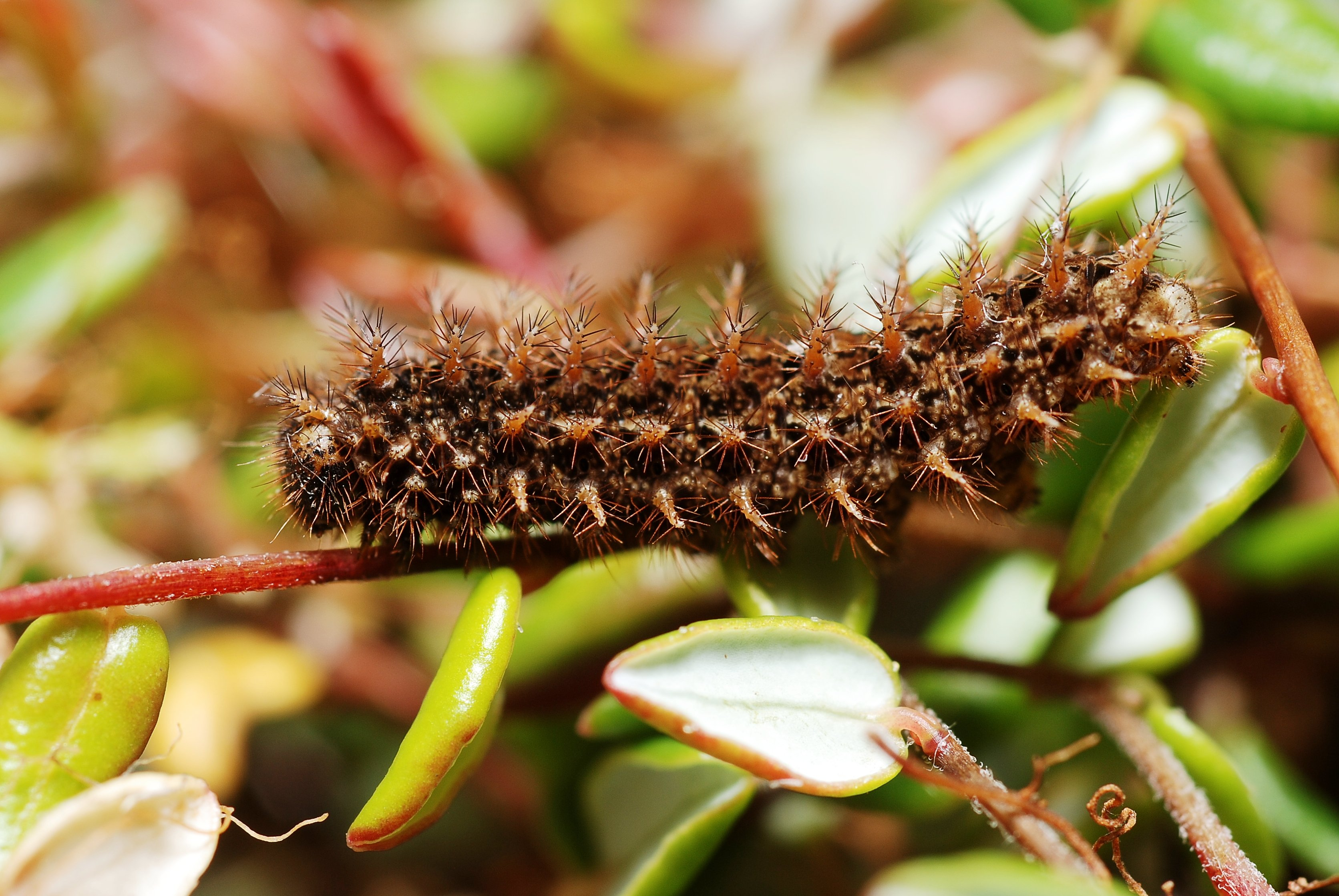
Гусеница
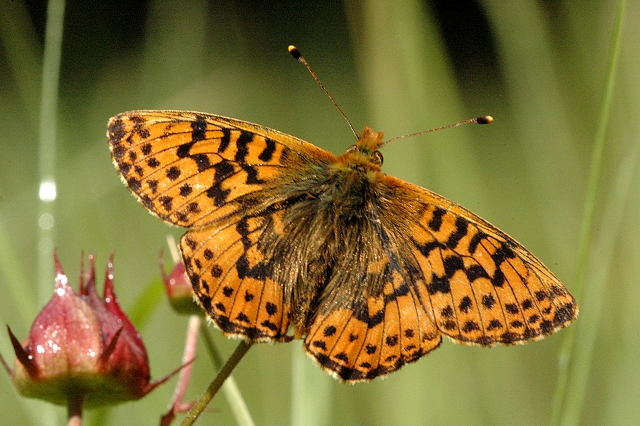
Имаго

## Подвиды
- B. a. aquilonaris (Stichel, 1908) — Фенноскандия, Северная Европейская Россия
- B. a. banghaasi Seitz, 1909 — Амур, Камчатка, возможно и в Восточной Якутии, Сахалине
- B. a. infans Churkin, 2000 — Магадан, Чукотка
- B. a. jakubovi Gorbunov, 2007
- B. a. sima Churkin, 2000 — Казахстан
- B. a. roddi Kosterin, 2000 — Алтай